# Manderson (Wyoming)
Manderson es un pueblo ubicado en el condado de Big Horn en el estado estadounidense de Wyoming. En el año 2010 tenía una población de 114 habitantes y una densidad poblacional de 49.57 personas por km².

## Geografía
Manderson se encuentra ubicado en las coordenadas 44°16′11.76″N 107°57′50.47″O / 44.2699333, -107.9640194. Según la Oficina del Censo, la localidad tiene un área total de 2,3 km² (0,9 mi²), de la cual 2,2 km² (0,8 mi²) es tierra y 0,2 km² (0,1 mi²) (6.67%) es agua.

### Localidades adyacentes
El siguiente diagrama muestra a las localidades en un radio de 44 kilómetros (27,3 mi) de Manderson.

## Demografía
En el 2000 la renta per cápita promedia del hogar era de $22.917, y el ingreso promedio para una familia era de $30.357. El ingreso per cápita para la localidad era de $11.143. En 2000 los hombres tenían un ingreso per cápita de $18.750 contra $16.250 para las mujeres. Alrededor 14.1% de la población estaba bajo el umbral de pobreza nacional.